# Theodore Edgar McCarrick
Theodore Edgar McCarrick (7 tháng 7 năm 1930 – 3 tháng 4 năm 2025) nguyên là một Hồng y người Hoa Kỳ của Giáo hội Công giáo Rôma. Ông từng đảm nhận vai trò Hồng y, Tổng giám mục đô thành Tổng giáo phận Washington trong vòng hơn 5 năm, từ năm 2000 đến năm 2006. Trước khi được chọn quản nhiệm tại Washington, ông từng đảm trách nhiều trọng trách khác trong suốt gần 25 năm giám mục của mình như: Giám mục phụ tá Tổng giáo phận New York (1977-1981), giám mục chính tòa giáo phận Metuchen (1981-1986), Tổng giám mục đô thành Tổng giáo phận Newark và kiêm nhiệm vai trò Tổng quản Giáo hội Công giáo Rôma (1986-2000).
Giáo hoàng Phanxicô chấp thuận việc rời bỏ chức vị hồng y của ông sau khi nhận đơn yêu cầu từ chính ông. Việc này được công bố ngày 28 tháng 7 năm 2018. Ngày 16 tháng 2 năm 2019, Tòa Thánh loan tin cho Hoàn tục cựu Hồng y McCarrick.

## Thân thế và tu tập
Hồng y McCarrick sinh ngày 7 tháng 7 năm 1930 tại New York, Hoa Kỳ. Thời thơ ấu, McCarrick theo học tại trường Dự bị Fordham và học tại đây trong suốt thời gian khối tiểu học và trung học cơ sở. Sau đó, chàng trai trẻ cũng từng du học ở Châu Âu với khoảng thời gian 18 tháng trước khi tiếp tục con đường học vấn của mình tại Đại học Fordham. Trong thời gian du học Châu Âu, chàng trai McCarrick đã suy nghĩ đến việc trở thành một linh mục. Hiện thực hóa ước mơ đi theo con đường tu học, anh gia nhập Chủng viện Thánh Giuse ở Yonkers, New York và tốt nghiệp với văn bằng cử nhân năm 1954. Sau đó, ông tiếp tục theo học và nhận bằng tiến sĩ lịch sử năm 1958.

## Linh mục
Sau quá trình tu học dài hạn tại các cơ sở chủng viện theo quy định của Giáo luật Giáo hội Công giáo, ngày 31 tháng 5 năm 1958, Phó tế McCarrick, 28 tuổi, tiến đến việc được truyền chức linh mục, với phần nghi thức được cử hành bởi Hồng y Francis Joseph Spellman, Tổng giám mục đô thành Tổng giáo phận New York, bang New York cử hành. Tân linh mục cũng là thành viên của linh mục đoàn Giáo phận này.
McCarrick từng đảm nhận vai trò Chủ tịch Hội Sinh viên kiêm Giám đốc Phát triển Đại học Công giáo Hoa Kỳ, trước hi trở thành Chủ tịch Đại học Công giáo Puerto Rico, Ponce từ năm 1965. Năm 1969, linh mục McCarrick được triệu hồi về Tổng giáo phận New York và được bổ nhiệm làm Trợ tá Thư ký từ về Giáo dục và Thư ký cho Hồng y Terence Cooke từ năm 1971.

## Giám mục
Sau gần 20 năm thực hiện các công việc mục vụ trên cương vị là một linh mục, ngày 24 tháng 5 năm 1977, Tòa Thánh loan báo Giáo hoàng đã quyết định tuyển chọn linh mục Theodore Edgar McCarrick, 47 tuổi, gia nhập Giám mục đoàn Công giáo Hoàn vũ, với vị trí được bổ nhiệm là Giám mục Phụ tá Tổng giáo phận New York và danh hiệu Giám mục Hiệu tòa Rusibisir. Lễ tấn phong cho vị tân chức đã được tổ chức sau đó vào ngày 29 tháng 6 cùng năm, với phần nghi thức được cử hành cách trọng thể bởi ba vị giáo sĩ cấp cao, gồm chủ phong là Hồng y Terence James Cooke, Tổng giám mục New York và hai vị khác, trong vai trò phụ phong, gồm Tổng giám mục John Joseph Maguire, Tổng giám mục Phó New York và Giám mục Patrick Vincent Ahern, Giám mục Phụ tá New York. Tân giám mục chọn cho mình châm ngôn:Come Lord Jesus.
Sau gần 5 năm thực hiện các vai trò của một giám mục phụ tá, ngày 19 tháng 11 năm 1981, Tòa Thánh thông báo đã quyết định thuyên chuyển Giám mục McCarrick đến một giáo phận khác, cụ thể là Giám mục chính tòa Giáo phận Metuchen, bang New Jersey. Tân giám mục Metuchen đã đến cử hành các nghi thức nhận giáo phận sau đó vào ngày 31 tháng 1 năm 1982. Ông cũng chính là Giám mục Tiên khởi của Giáo phận này.

## Tổng giám mục
Lại sau gần một khoảng thời gian gần 5 năm khác, sau khi đảm nhiệm vai trò Giám mục Metuchen, Tòa Thánh đã ra quyết định thăng Giám mục Theodore Edgar McCarrick làm Tổng giám mục, thuyên chuyển làm Tổng giám mục đô thành Tổng giáo phận Newark cũng thuộc bang New Jersey. Việc bổ nhiệm được công bố cách rộng rãi vào ngày 30 tháng 5 năm 1986. Tân Tổng giám mục chính thức nhận giáo phận sau đó vào ngày 25 tháng 7 năm 1986. Cũng trong thời gian này, ông còn kiêm nhiệm vai trò Tổng quản Công giáo Rôma tại Quần đảo Turks and Caicos, kể từ ngày 17 tháng 10 năm 1998.
Năm 1986, Hội nghị các Giám mục Công giáo (NCCB) nhất trí bầu chọn ông làm Trưởng ban về Di cư. Sau khi rời nhiệm vụ về Di cư, năm 1992, ông được bổ nhiệm làm Chủ tịch Uỷ ban Trợ giúp Giáo hội ở Trung và Đông Âu. Sau đó, ông đảm nhiệm vai trò Chủ tịch Uỷ ban về Chính sách Quốc tế từ năm 1996. Ngoài trách nhiệm chính đảm nhận chức Chủ tịch các Uỷ ban, ông còn tham gia nhiều hoạt động của các ủy ban khác như: Uỷ ban hành chính, Uỷ ban giáo lý, Ủy ban giáo dân, Uỷ ban Châu Mỹ Latinh,... Ngoài ra, ông còn đảm nhiệm vai trò thành viên ban giám hiệu của Đại học Công giáo Hoa Kỳ, Vương Cung Thánh đường Đức Mẹ Vô Nhiễm Nguyên Tội và Cơ quan Cứu trợ Công giáo. Ngoài nhiệm vụ tại quốc gia cũng như khu vực, ông còn đảm nhiệm vai trò thành viên của Hội đồng Giáo hoàng về Chăm sóc Mục vụ của Người Nhập cư và Người Du mục, và hiện đang là thành viên của Hội đồng Giáo hoàng về Công lý và Hoà bình.
Tổng giám mục Theodore Edgar McCarrick là một nhà hoạt động nhân quyền và đã thực hiện nhiều chuyến viếng thăm với mục đích xác định nhu cầu nhân đạo ở các quốc gia: Trung Quốc, Cuba, Việt Nam, Philippines, Hàn Quốc, Rwanda, Burundi cũng như một số quốc gia Đông Âu. Ngoài ra, ông còn Đồng sáng lập viên của Tổ chức Giáo hoàng và đảm nhiệm vai trò Chủ tịch từ năm 1997. Năm 1997, ông là một trong 15 vị giám mục Hoa Kỳ tham dự Thượng Hội đồng Giám mục Hoa Kỳ.
Tổng giám mục McCarrick là một trong ba vị Giáo sĩ người Mỹ được mời đến thăm Trung Quốc và thảo luận về tự do tôn giáo tại quốc gia này, vào tháng 1 năm 1998. Sau đó không lâu, tháng 1 năm 2000, Tổng thống Liban trao ông Huân chương Tuyết tùng. Tháng 12 năm 2000, Tổng thống Hoa Kỳ Bill Clinton trao tặng Tổng giám mục McCarrick giải thưởng Eleanor Roosvelt về Nhân quyền.
Sau 14 năm làm Tổng giám mục Newark, Tòa Thánh loan báo Giáo hoàng đã quyết định việc sẽ thuyên chuyển Tổng giám mục Theodore Edgar McCarrick về Tổng giáo phận Washington, với địa phận tại Washington DC, thủ đô Hoa Kỳ. Thông tin về việc bổ nhiệm vị Tổng giám mục ở tuổi 70 về Washington được công bố cách rộng rãi và công khai vào ngày 21 tháng 11 năm 2001. Tân Tổng giám mục Washington đã cử hành nghi lễ nhậm chức sau đó vào ngày 3 tháng 1 năm 2001.

## Thăng Hồng y
Chỉ hơn một tháng sau khi nhậm chức Tổng giám mục Thủ đô Hoa Kỳ, Tòa Thánh loan tin Giáo hoàng Gioan Phaolô II đã quyết định thăng Tổng giám mục Theodore Edgar McCarrick tước vị danh dự "Hồng y". Công nghị và nghi thức vinh thăng Hồng y được cử hành sau đó vào ngày 21 tháng 2 năm 2001. Hồng y McCarric được thăng Hồng y Phẩm trật linh mục Nhà thờ Santi Nereo ed Achilleo.
Sau hơn năm năm đảm nhiệm vai trò Tổng giám mục Washington, Hồng y McCarrick hồi hưu theo quy định tuổi tác của Giáo luật và nhanh chóng được Tòa Thánh chấp thuận vào ngày 16 tháng 5 năm 2006. Cùng với tin chấp thuận hồi hưu, Giáo hoàng cũng đã tuyển chọn Tổng giám mục kế vị tại Washington, Donald William Wuerl và Tân Tổng giám mục đã đến nhận giáo phận sau đó vào ngày 22 tháng 6 cùng năm.
Hồng y McCarrick từng tham dự Mật nghị Hồng y vào năm 2005, chọn Tân Giáo hoàng Biển Đức XVI và không tham dự Mật nghị năm 2013 chọn Giáo hoàng Phanxicô vì lý do tuổi tác. Ông cũng từng tham gia chuyến hành hương nghĩa vụ giám mục Ad Limina vào tháng 1 năm 2012.

## Hoàn tục
Ngày 28 tháng 7 năm 2018, Giáo hoàng Phanxicô chấp thuận đơn xin từ nhiệm của ông, rút khỏi chức vụ Hồng y của Giáo hội Công giáo Rôma do những nghi án về lạm dụng tình dục. Ngày 16 tháng 2 năm 2019, Tòa Thánh thông báo quyết định sa thải cựu hồng y McCarrick khỏi hàng giáo sĩ, có thể hiểu rõ là hoàn tục.

## Cuối đời
McCarrick qua đời vào ngày 3 tháng 4 năm 2025 tại một cơ sở điều dưỡng ở Missouri, nơi ông chuyển đến ngay trước khi mất.